# Serra de Puig-arnau
La Serra de Puig-arnau és una serra del terme municipal de Sant Martí de Centelles, de la comarca d'Osona, dins de l'àmbit del poble rural de Sant Miquel Sesperxes.
Està situada al sud del terme, prop del límit amb el de Sant Quirze Safaja. És a llevant de la masia de Bellavista Nova i a ponent de la de Bellavista Vella, a la dreta del torrent del Mas Bosc.